# 3S 정책
3S 정책은 제2차 세계 대전 이후 일본 및 대한민국에서, 스포츠, 성 풍속, 영상이라는 수단으로 정부에 대한 불만을 다른 곳으로 돌리려는 "배기"정책의 통칭이다. "3S"는 스포츠(Sports), 섹스(Sex), 스크린(Screen)의 머리 글자를 딴 것이다.
대한민국에서는 12·12 군사 반란, 5·17 쿠데타를 거쳐 집권한 제5공화국 정부가 국민들의 관심을 스포츠와 엔터테인먼트 쪽으로 돌려서 반정부적인 움직임이나 정치·사회적 이슈 제기를 무력화시킬 목적으로 시행한 여러 정책들을 묶어 이르는 표현이다. 이 3S 정책의 원조는 포르투갈의 총리이자 독재자였던 안토니우 살라자르가 시행한 3F 정책이다.

## '3S'라는 표현의 유래
3S는 공식 명칭이 아니라 관례로 쓰이다가 굳어진 것으로 보인다. 당시 언론 기사에도 이 단어가 인용되었다.
- 1983년의 한 신문 기사에서 “흔히 스크린, 스포츠, 섹스의 두문자(頭文子)를 따라서 현대를 3S가 지배하는 시대라고 말한다.”는 말로 당시 세태를 표현했다.[1]
- 1983년 11월 국회 대정부 질문에서 김정수 의원이 당시 프로 스포츠의 지나친 열기를 지적하며 “전형적인 3S 우민 정책이 아닌가”라며 이 표현을 사용했다.[2]
- 1984년의 한 신문 칼럼은 “백성들에게 최면을 거는 수단은 시대적 상황에 따라 다양하겠지만 현대국가에서는 이른바 3S정책이 이용되고 있다”는 점을 지적하며 정부가 축제 분위기로 사람들의 혼을 빼놓고 있다는 우려를 표했다.[3]

## 정책별 실행 과정

### 스포츠(Sports)
- 1981년: 1988년 하계 올림픽을 서울에 유치시켰다.
- 1981년: 1986년 아시안게임을 서울에 유치시켰다.
- 1982년: 프로야구가 출범하였다.
- 1983년: 프로축구가 출범하였다.
- 1983년: 프로씨름이 출범하였다.
- 1983년: 농구대잔치가 출범하였다.
- 1984년: 한국배구슈퍼리그가 출범하였다.

### 섹스(Sex)
- 1982년: 야간 통행금지를 시행 37년 만에 해제시켰다. 이 해제의 영향으로 유흥·향락 업소들이 늘어났다.

### 스크린(Screen)
- 1980년 컬러 텔레비전 방송이 전국적으로 시작되었다.[4] 컬러 TV는 대한민국에서도 1974년부터 생산하고 있었지만 정부에서 국내 컬러 TV 방송을 줄곧 금지했기 때문에 전량 수출만 하고 있었다. 세계적인 추세를 따르고 당시 경제 난국을 타개하기 위한 시책이었다는 시각도 있다.[5] (보다 자세한 것은 컬러 텔레비전 방송 참조)
- 성애 영화가 많이 만들어졌다. 그런 작품들로는 《애마부인》, 《땡볕》, 《뽕》 등이 있다.
- VCR(또는 VTR) 등 다양한 영상기기가 개발, 보급되었다.[6]

## 영향
대중을 중요한 사회 문제에 대해 무관심하게 만들어 정권 유지를 도모하려는 의도가 숨어 있다는 비판이 많지만, 한편으로는 이같은 정책들이 억압된 분위기의 당시 사회에 긍정적인 영향을 끼친 부분도 있다. 야간 통행금지 해제 같은 조치는 결과적으로 이전까지 억압되었던 국민의 자유를 신장시켰다고 볼 수 있다. 나아가 이러한 자유화 조치들이 장기적으로 정치적 각성을 촉진하여 민주화 운동을 앞당겼다는 시각도 존재한다.

## 일본
일본에서는 제2차 세계 대전이 끝난 뒤 일본을 점령한 연합군 최고사령부가 통치를 수월하게 하기 위해 사용했다고 여겨지는 정책들을 3S 정책이라고 부른다. (일본어판 ja:3S政策 참조)

## 관련 논문
- 김학선, 〈신군부 정권의 가속 통치와 ‘3S 정책’〉, 《사회와 역사(옛 한국 사회사학회 논문집)》 136, 한국 사회사학회, 2022년